# Tuc de Contesa
El Tuc de Contesa o Tuc de la Contessa es una montaña de los Pirineos de 2780 metros, situada en el límite de las comarcas del Valle de Arán y la Alta Ribagorza, las dos en la provincia de Lérida (España).
En el Norte del Tuc de Contesa se encuentra el Valle de Conangles con el barranco del mismo nombre, destacan los picos del Tuc de Conangles (2785 m) y Tuc des Estanhets (2887 m).
En el Sur del Tuc de Contesa se encuentra el Valle de Besiberri con el barranco del mismo nombre y el Lago de Besiberri (1986 m), destacan los picos del Besiberri Norte (3015 m), el Besiberri Sur (3024 m) y la Punta Senyalada (2952 m).